# Cariolinfa
Cariolinfa, nucleoplasma, hialoplasma nuclear ou suco nuclear, é o tipo de protoplasma que compõe o núcleo da célula, a organela mais proeminente da célula eucariótica uma massa incolor constituída principalmente de água, proteínas e outras substâncias, o que faz com que o nucleoplasma seja muito parecido com o hialoplasma. É envolvido pelo envoltório nuclear, também conhecido como membrana nuclear. A sua função é preencher o núcleo celular que contém os filamentos de cromatina e o nucléolo. O nucleoplasma assemelha-se ao citoplasma de uma célula eucariótica, pois é uma substância gelatinosa encontrada dentro de uma membrana. O nucleoplasma suporta estruturas dentro do núcleo que não se limitam à membrana e é responsável por manter a forma do núcleo. As estruturas suspensas no nucleoplasma incluem cromossomas, várias proteínas, corpos nucleares, o nucléolo, nucleoporinas, nucleotídeos e manchas nucleares.
A porção solúvel e líquida do nucleoplasma é chamada de cariolinfa nucleossol, ou hialoplasma nuclear.
É um local onde ocorrem reações e sua composição química é variada. Uma das reações é a duplicação do DNA e a síntese do RNA.
O nucleoplasma ou cariolinfa é uma solução aquosa de proteínas. Nela estão presentes diversos tipos de íons, aminoácidos, metabólitos e precursores diversos, enzimas para a síntese de DNA e RNA, receptores para hormônios, moléculas de RNA de diversos tipos e outros constituintes celular.